# Наньмин
Наньми́н (кит. упр. 南明, пиньинь Nánmíng) — район городского подчинения городского округа Гуйян провинции Гуйчжоу (КНР).

## История
1 июля 1941 года был официально расформирован уезд Гуйян, а вместо него образован город Гуйян.
В августе 1955 года в составе города Гуйян был образован район, названный по пронизывающей его насквозь реке Наньминхэ.
15 апреля 2012 года были расформированы 15 входивших в состав района уличных комитетов, а на их месте были образованы 18 микрорайонов.

## Административное деление
Район делится на 18 микрорайонов, 3 волости и 1 национальную волость.